# Gasöl
Gasöl (auch als Mittelöl, Blauöl, Grünöl oder englisch straight-run bezeichnet) ist ein Vorprodukt von Mitteldestillaten wie Dieselkraftstoff und Heizöl EL, das direkt aus der Erdölfraktionierung stammt und dessen Siedetemperatur zwischen 190 und 400 °C liegt. Die Cetanzahl liegt ungefähr zwischen 40 und 60 und ist damit sehr hoch. Oft ist der Anteil an Alkanen eher hoch und der Aromaten-Anteil eher niedrig. Nach einer Entschwefelung könnten nicht zu anspruchsvolle Dieselmotoren bereits damit betrieben werden. Häufig werden zwei Gasölfraktionen (Leichtgasöl: 225 und 300 °C, Schwergasöl: 300 und 390 °C) hergestellt, ein Vorteil, der sich bei der Herstellung von Diesel mit verschärften Umweltspezifikationen auszahlt. Der Anteil dieser Fraktionen reicht allerdings nicht aus, um die Nachfrage des Marktes zu decken. Es sind auch noch einige höhersiedende Komponenten enthalten, die in der Verbrennung Probleme bereiten und die Rußbildung fördern. Das Gasöl wird noch chemisch aufbereitet (z. B. Hydrodesulfurierung). Neben Kerosin werden andere, mittels thermischem, katalytischem und Hydro-Cracken hergestellte höhersiedende Komponenten (aus der Rohölveredelung) zugemischt, um letztlich Dieselkraftstoff und Heizöl EL zu erhalten.
Gasöl, bzw. die englischsprachigen Handelsspezifikationen, bezeichnen:
- Gasöl (englisch: Gas Oil): Eines der Mitteldestillate
- Vakuumgasöl (englisch: Vacuum Gas Oil): siehe Vakuumdestillation
- AGO (Automotive Gasoil): siehe Dieselkraftstoff
- Heizöl EL (extraleicht), IGO (Industrial Gasoil): siehe Heizöl EL
- MGO (Marine Gasoil): siehe Marinedieselöl

## Geschichte
Schon Ende des 19. Jahrhunderts wurde Gasöl zur Feuerung bei den Dampflokomotiven verwendet. Gasöl wurde in den 1920er-Jahren, ebenso wie Motorpetroleum, in Dieselmotoren von Nutzfahrzeugen verwendet, bevor die modernen Dieselkraftstoffe aufkamen.